# Ensayo final
 Ensayo final es una película en blanco y negro de Argentina dirigida por Mario C. Lugones según el guion de Ana María Nieto Arana sobre la novela de R. Herbert y Max Maret que se estrenó el 27 de abril de 1955 y que tuvo como protagonistas a Alberto Closas, Nelly Panizza, Santiago Gómez Cou y Ana María Cassán.

## Sinopsis
Un obrero pone en peligro su propia vida y la felicidad conyugal por la creencia de haber descubierto un crimen cuando sólo ha visto un ensayo de malabaristas.

## Reparto
- Alberto Closas…Luis Rodríguez
- Nelly Panizza…Thelma
- Santiago Gómez Cou…Julio Zoltini
- Ana María Cassán…Marta Gómez
- Elsa Miranda…Susana Mansilla
- Juan Serrador…Tito Argüeyo
- Claudio Lucero …Tomás
- Nina Marqui
- Félix Tortorelli
- Antonio Martiánez…Dr. Alvarado
- Carlos Medi
- Eduardo de Ezpeleta
- Coco Fossatti
- Jorge Citino
- Tito Eyhartz
- Juan Cioffi
- Gonzalo Palomero
- Marquesa Anchart
- Ernesto Cerrutti
- Eduardo Bergara Leumann…Pasajero en tren
- Aída Villadeamigo
- Rodolfo Crespi…Operario
- Antonio Aleman
- Pedro Lamarque
- Rogelio Zappa
- Alba Varela
- Susana Mayo…Extra
- Nina Nino… doblaje de la actriz francesa Ana María Cassan (1946-1960).

## Comentarios
La Razón dijo en su crónica sobre la película:

”Buena realización…muestra una evidente inquietud en dar.”

Noticias Gráficas comentó que el filme:

”Tiene un argumento de gran interés para el público.”

Manrupe y Portela escriben:

”El voyeurismo en el cine argentino, cerca de La ventana indiscreta (Rear window, Alfred Hitchcock, Estados Unidos, 1954) y a tres décadas de Doble de cuerpo (Body double, de Brian De Palma, Estados Unidos, 1984. Un film curioso muy difícil de ver en la actualidad.”